# William K. Howard

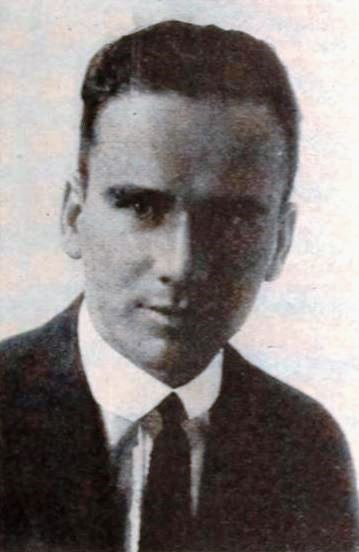
Porträt von William K. Howard (1920)

William K. Howard (* 16. Juni 1899 in St. Marys (Ohio); † 21. Februar 1954 in Los Angeles, Kalifornien) war ein US-amerikanischer Filmregisseur.

## Leben
Seine Karriere beim Film begann William K. Howard als Filmverleiher und Verkaufsberater. Nach kurzer Tätigkeit als Regieassistent drehte er im Jahr 1921 seinen ersten Film als Regisseur. Howard war spezialisiert auf Gesellschaftskomödien, Krimis und Melodramen. Nach der Einführung des Tonfilms war er für eine Reihe von erfolgreichen Filmen verantwortlich. Sein bekanntester Film, das Historiendrama Feuer über England entstand während eines zweijährigen Aufenthalts in England. Nach seiner Rückkehr in die USA konnte er an diese erfolgreiche Zeit nicht mehr anknüpfen.

## Filmografie (Auswahl)
- 1925: Prärieteufel (The Thundering Herd)
- 1926: Hochzeitsglocken im Feuerregen (Volcano!)
- 1927: Kampf um Liebe (White Gold)
- 1928: Die neue Heimat (A Ship Comes In)
- 1929: Christina
- 1932: Sherlock Holmes
- 1933: The Power and the Glory
- 1934: Ich kämpfe für dich (Evelyn Prentice)
- 1935: Spione küßt man nicht (Rendezvous)
- 1936: Eine Prinzessin für Amerika (The Princess Comes Across)
- 1936: Feuer über England (Fire over England)
- 1941: Keine Blumen für O’Hara (Bullets for O’Hara)
- 1942: Klondike Fury